# Cantone di La Unión
Il cantone di La Unión è un cantone della Costa Rica facente parte della provincia di Cartago.

## Geografia antropica

### Suddivisioni amministrative
Il cantone  è suddiviso in 8 distretti:
- Concepción
- Dulce Nombre
- Río Azul
- San Diego
- San Juan
- San Rafael
- San Ramón
- Tres Ríos